# Hymne à Apollon (Holmès)
L'Hymne à Apollon est une œuvre symphonique avec voix soliste et chœur de la compositrice Augusta Holmès, datant de 1872.

## Contexte historique
Augusta Holmès compose l'Hymne à Apollon en 1872.
La première audition est donnée à Paris le 22 janvier 1899 au 7e concert de la Société des concerts du Conservatoire sous la direction de Paul Taffanel, avec le chanteur Francisque Delmas en soliste,. La partition connaît un beau succès,.
L'œuvre est aussi jouée à la salle Érard le 13 mai 1899, à Angers le 21 janvier 1900, où l'interprète principal était Francisque Delmas sous la direction d'Edouard Brahy, et à Aix-les-Bains le 26 août 1901.
Pour la compositrice, l'Hymne à Apollon est « le cri d'une âme moderne vers le Dieu de Beauté qui inspire et punit, vers le Soleil et l'Idéal »,.

## Structure
L'œuvre est faite d'un seul mouvement.

## Critique
L'Hymne a Apollon est joué notamment à Angers. Louis de Romain en parle comme d'une réussite, provoquant une « explosion d'enthousiasme » dans le public. Il considère dans cette œuvre un certain lien avec Richard Wagner et son Parsifal.

## Représentations
- L'Hymne à Apollon, Orchestre d'Angers, direction Edouard Brahy, Francisque Delmas (basse), 21 janvier 1900.